# 凱氏甕鰩
凱氏甕鰩（學名：Okamejei cairae），為軟骨魚綱鰩目鰩科鯆魮屬的一種，被IUCN列為易危保育類動物，分布於西太平洋婆羅洲西部外海海域，深度65至150公尺，本魚盤狀體頂端狹圓，寬度為體長的61-70%，為長度的1.2-1.3倍，尾細長，中部寬度為高度的1.2-1.7倍，第一背鰭起點的寬度為高度的1.1-1.7倍，上顎前長度為體長的14-16％，腹長為體長的27-30％，吻長為眶間寬的2.8-3.6倍，第一背鰭起點至尾尖的距離為第一背鰭基長的4.1-5.4倍，尾鰭長的2.9-3.2倍，腹鰭中等，後葉長度為體長的15-17％，前葉長度為後葉的78-92％，雄魚盤兩面前緣均有細齒帶，雌魚及幼魚無背帶，有1-3個頸刺，顴骨刺斑延長且位於後方，尾刺很小，上顎有40-51排牙齒，主要為黃色至褐色，背盤大部分區域布有大小不一的褐色細小斑點，頭部和腹部的腹面通常為淺色至中灰棕色，明顯比圓盤邊緣周圍較淺的區域顏色更深，每個背鰭有一個深色的前鞍狀斑紋，尾鰭有2個深色橫帶，體長可達36公分，棲息在底中層海域，為底棲性魚類，肉食性，卵生，生活習性不明。